# Source (police de caractères)
Les polices Source Sans Pro, Source Code Pro et Source Serif Pro forment une famille de polices de caractères libres. Source Sans Pro et Source Code Pro sont conçues par Paul D. Hunt pour Adobe Systems pour l’interface de l’éditeur Brackets. Source Sans Pro est une police de caractère linéale inspirée de News Gothic et Franklin Gothic de Morris Fuller Benton et Source Code Pro est son équivalent à chasse fixe conçu pour la programmation. Source Serif Pro est conçue par Frank Grießhammer.
Les polices sont utilisables comme polices Web avec des services comme Adobe Edge Web Fonts, Typekit, WebINK et Google Fonts.